# Santa Fe del Penedès
Santa Fe del Penedès és un municipi de la comarca de l'Alt Penedès.

## Geografia
- Llista de topònims de Santa Fe del Penedès (Orografia: muntanyes, serres, collades, indrets…; hidrografia: rius, fonts…; edificis: cases, masies, esglésies, etc.).

Santa Fe és un terme més aviat pla, suaument ondulat, situat en un petit tossal a 240 metres d'altitud. El punt més alt és el puig dels Pujols de la Granada (311 metres), lloc de concurrència amb els municipis de la Granada i Font-rubí.
La població no és gaire disseminada en masies, sinó que hi ha un nucli urbà on es concentra la major part de la població del municipi i petits agrupaments anomenats el Pont, la Riera, els Botins i Cal Sení.

## Història
El lloc consta com un alou de la catedral de Barcelona el 1142.
Al s. XIV el castell de Santa Fe, amb l'església de Santa Maria, era de la mitra de Tarragona.

## Llocs d'interès
- Església de Santa Maria: l'església parroquial de Santa Maria bastida al s. XVI.[2][3]
- Els Botins: Masia clàssica catalana construïda el segle xii, aïllada del poble. També és un redtaurant de cuina tradicional restaurat fa poc.[4]
- Cal Baldús: Masia del segle xvii, actualment si elaborarn vins i caves.[5]
- Cal Puig: Masia de grans dimensions del segle xvii, consta de tres cossos articulats a partir d'un edifici principal amb teulada de teula àrab a doble vessant, amb planta baixa, pis i golfes.[6]
- Ca l'Americano: Casa de l'any 1900, de planta rectangular amb tres pisos i teulada a doble vessant. La façana principal, ubicada al carrer Feliciana Planas Ferret i orientada a llevant, presenta les obertures disposades simètricament, a la planta baixa, un portal d'entrada que centra l'espai, flanquejat a banda i banda per dues finestres allargassades verticalment i protegides amb reixes de ferro forjat.[7]
- Ca la Martra: Conjunt arquitectònic rural del segle xix. format a partir d'una masia de planta quadrada amb planta baixa i pis, la teulada és a doble vessant. A la façana principal, orientada a llevant, es troba la porta d'entrada a l'habitatge, a la planta baixa, rectangular amb porta de fusta de doble batent, moderna.[8]
- Els pins de Cal Ferret: Zona arbrada dissenyada a manera de parc urbà ubicat al nucli de Santa Fe del Penedès. S'arriba a la zona des del carrer Major, que va a parar a Cal Ferret. Davant d'aquesta casa s'obre aquest espai, organitzat en dos àmbits: un de més elevat, on es concentra la pineda que li dona nom, al mig de la qual s'alça un dipòsit d'aigua de grans dimensions i que ara és utilitzat per l'Ajuntament del municipi en part com a magatzem. Al voltant d'aquest monticle s'estén una zona més baixa i planera, que connecta de fet amb el carrer Major, però que no està asfaltada, i on hi ha instal·lada una barbacoa, bancs i d'altres elements d'esbarjo. Ambdues zones - l'alta i la baixa - estan separades per un marge de pedres de grans mides que actua com a terrassa o marge, al mig del qual hi ha una escala que comunica els dos àmbits.[9]

## Demografia
| 1497 f | 1515 f | 1553 f | 1717 | 1787 | 1857 | 1877 | 1887 | 1900 | 1910 |
| ------ | ------ | ------ | ---- | ---- | ---- | ---- | ---- | ---- | ---- |
| 8      | 9      | 12     | 66   | 87   | 256  | 280  | 275  | 262  | 275  |

| 1920 | 1930 | 1940 | 1950 | 1960 | 1970 | 1981 | 1990 | 1992 | 1994 |
| ---- | ---- | ---- | ---- | ---- | ---- | ---- | ---- | ---- | ---- |
| 247  | 250  | 264  | 252  | 232  | 238  | 194  | 200  | 209  | 209  |

| 1996 | 1998 | 2000 | 2002 | 2004 | 2006 | 2008 | 2010 | 2012 | 2014 |
| ---- | ---- | ---- | ---- | ---- | ---- | ---- | ---- | ---- | ---- |
| 233  | 261  | 293  | 321  | 336  | 350  | 391  | 384  | 384  | -    |

| 2016 | 2018 | 2020 | 2022 | 2024 | 2026 | 2028 | 2030 | 2032 | 2034 |
| ---- | ---- | ---- | ---- | ---- | ---- | ---- | ---- | ---- | ---- |
| 374  | 379  | 367  | 370  | 360  | -    | -    | -    | -    | -    |